# Bachelier (titre)
Pour les articles homonymes, voir Bachelier.
 (janvier 2018).
« Bachelier » est le nom donné à un détenteur d'un diplôme de baccalauréat récompensant la fin des études secondaires effectuées dans un lycée en France et dans les lycées et collèges d'Afrique francophone. Le terme est aussi utilisé pour désigner une personne détentrice du diplôme obtenu à la fin du premier cycle universitaire en Belgique et au Canada, ce qui correspond au bachelor anglais utilisé à l'international pour ce niveau universitaire. 

## Histoire
Dans l'Antiquité, le baccalarius désigne un petit propriétaire foncier viticole rattaché au dieu Bacchus ou désignant le gardien de vaches (vacca en latin).
Durant le Haut Moyen Âge, le bacheler puis le bachelier en ancien français désignent le possesseur de quelques bachelles (parcelles) de terre. Ce terme évolue au Bas Moyen Âge pour désigner celui qui ne possède pas suffisamment de biens pour être digne de bannière et devait donc en tant que chevalier marcher sous la bannière d'un autre. Le terme s'élargit à tous les jeunes hommes nobles qui apprennent à devenir chevalier et ne marchent pas sous leur propre bannière.
C'est au XIVe siècle que le mot a pris le sens de « titulaire d'un baccalauréat ». Le mot au féminin est bachelière, d'abord utilisé dans le sens de jeune fille noble, puis au XIXe siècle dans le sens de titulaire d'un baccalauréat.

## Utilisations multiples dans le monde

### France
Un bachelier est une personne titulaire d'un baccalauréat, diplôme marquant la fin des études secondaires au lycée. Celui-ci permet l'accès aux études supérieures et universitaires.
À ne pas confondre avec le Bachelor qui est également un diplôme délivré dans différentes écoles supérieures (écoles de commerce, IEP, écoles privées) après le premier cursus (cycle) de 3 ans en France. 

### Belgique
En Belgique, le terme bachelier a été retenu à l'issue du processus de Bologne pour désigner désormais le titulaire d'un diplôme de l'enseignement supérieur (universitaire ou non) récompensant la réussite d'un premier cycle de trois ans (décret du 31 mars 2004 définissant l’enseignement supérieur, favorisant son intégration à l’espace européen). 

### Canada
Ce titre est conféré au titulaire d'un baccalauréat (titre universitaire décerné à la fin du premier cycle universitaire de 3 ou 4 ans).

#### Bachelier en arts
L'expression bachelier en arts ou bachelier ès arts (abrégé B.A., rarement A.B.) provient de l'expression latine Baccalaureus Artium et désigne un titre universitaire de titulaire d'un Baccalauréat en arts.

#### Bachelier en sciences
L'expression bachelier ès sciences (abrégé B.Sc., rarement B.S., S.B. ou Sc.B.) provient de l'expression latine Baccalaureus Scientiae et désigne un titre universitaire de titulaire d'un Baccalauréat en sciences : 
- Bachelor of Science, un diplôme universitaire de premier cycle anglophone ;
- bachelier ès sciences, un titre universitaire.

Dans le système LMD, le B.Sc correspond à la licence,

#### Bachelier en droit
L'expression bachelier en droit ou bachelière en droit (abrégé LL.B.) provient de l'expression latine Legum Baccalaureus et désigne le titre universitaire de titulaire d’un Baccalauréat en droit (en anglais Bachelor of Laws). Ce titre universitaire est utilisé surtout, mais non exclusivement, dans les pays de culture anglo-saxonne, il est délivré après un premier cycle universitaire en common law. Au Québec, cependant, le même titre se réfère à une formation en droit civil.
En anglais, pour mentionner le diplôme de droit civil, on utilise généralement l'expression Bachelor of Civil Law (abrégé B.C.L.), sauf dans les universités québécoises anglophones où l'on utilise l'expression Bachelor of Laws.